# Hogere Burgerschool

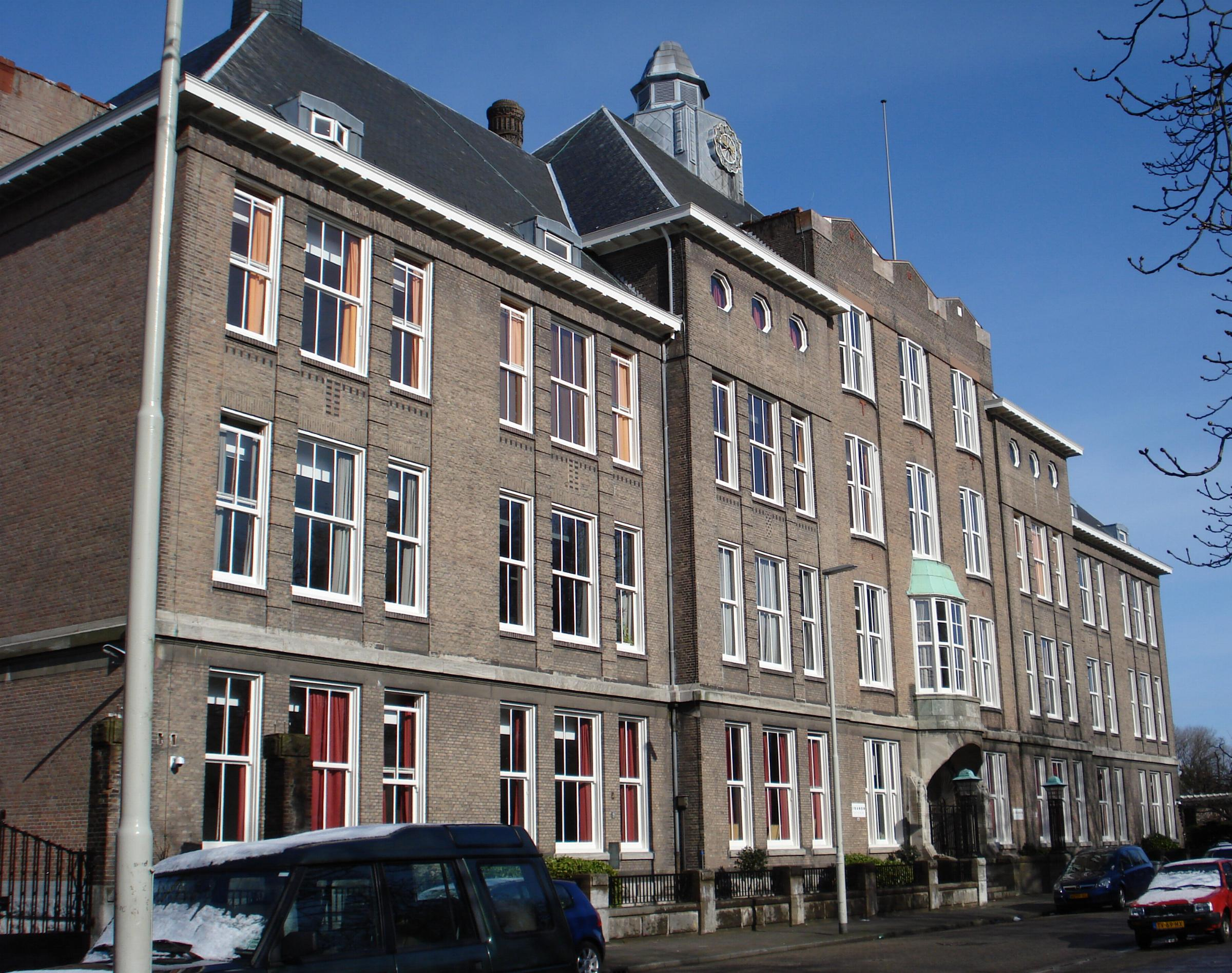
Una ex-HBS per ragazze a Rotterdam

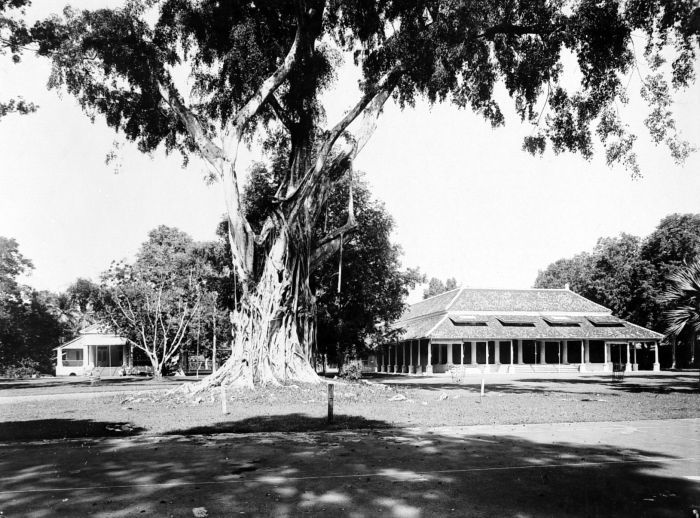
L'HBS King William III HBS a Batavia, negli anni 1910–1932

La Hogere Burgerschool (HBS) (in italiano: Scuola Civica Superiore) era una tipologia di scuola secondaria olandese, esistita in epoca coloniale dal 1863 al 1974. Aveva un programma di cinque o talvolta sei anni e fu continuata nel 1968 come Voorbereidend wetenschappelijk onderwijs. Gli ultimi diplomi HBS risalgono al 1974.

## Storia
L'HBS venne pensata nel XIX secolo dal politico liberale Johan Rudolph Thorbecke come prodotto della legge sull'istruzione secondaria emanata nel maggio 1863. Insieme alla creazione delle Burgerscholen in ogni città di oltre 10.000 abitanti, il progetto era inteso come una formazione orientata alla pratica per le funzioni superiori nell'industria e nel commercio. Non era dunque esplicitamente inteso come una tipologia di istruzione sufficiente per entrare all'università. Secondo lo storico Hans Verhage la forma "hogere-burgerschool" (il trattino indica che hogere, "più alto", modifica burger, "cittadino") è linguisticamente corretta, poiché si trattava di un sistema scolastico rivolto a cittadini di rango superiore, e scuola superiore per tutti i cittadini.

## HBS nelle Indie orientali olandesi
Le Indie orientali olandesi ebbero tre istituti HBS: uno era a Batavia (fondato nel 1864 e intitolato a Guglielmo III dei Paesi Bassi), un altro a Semarang, e un altro ancora a Surabaya (in cui il presidente Sukarno ricevette la sua educazione e fu inserito nel marxismo).